# Törnquistska slaktargården
Törnquistska slaktargården, kort Slaktargården, är en kulturhistoriskt värdefull trähusbebyggelse i kvarteret Rudan mindre vid Tjärhovsgatan 36-38 på Södermalm i Stockholm. Husen uppfördes mellan 1727 och 1733 och är blåklassade av Stadsmuseet i Stockholm vilket innebär att bebyggelsens kulturhistoriska värde av stadsmuseet anses motsvara fordringarna för byggnadsminnen i Kulturmiljölagen.

## Historik

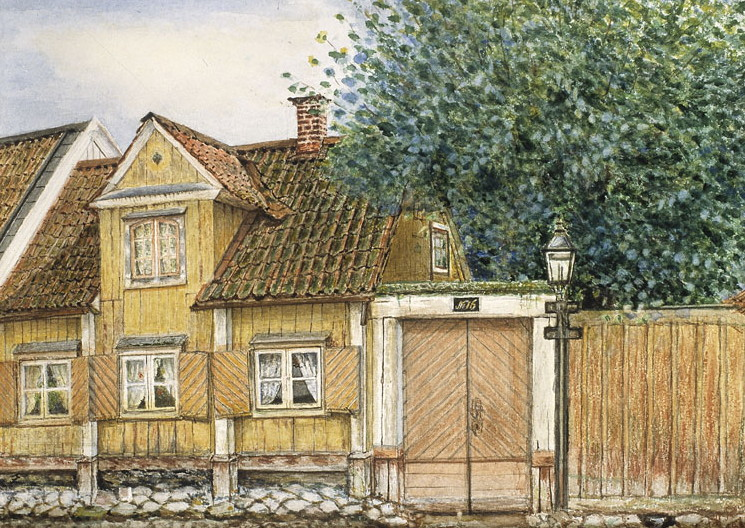
Törnquistska gården, Tjärhovsgatan 34 (huset rivet 1882). Akvarell av Anders Hjalmar Törnquist 1875.

Törnqvistska slaktargården upptar nordöstra delen av kvarteret Rudan mindre i hörnet Tjärhovsgatan med Nytorgsgatan. Enligt Holms tomtbok ägdes tomten 1674 av gulddragaren Anders Schrichel som hade sin gård här. Man kan utgå ifrån att gården brann ner i samband med Katarinabranden 1723 som förstörde samtliga hus omgivningen, ända ner till varvet vid Tegelviken.
Nuvarande bebyggelsen uppfördes mellan 1727 och 1733, alltså efter Katarinabranden och kort före träbyggnadsförbudet från 1736 som var en av konsekvenserna av den omfattande branden. Byggnaderna är uppförda i trä i en våning och med tegeltäckta sadeltak. År 1752 förvärvades gården av kaptenlöjtnant Andreas Kjellberg. Då fanns den västra längan som huvudbyggnad medan den östra inrymde kök och personalbostäder samt en bagarstuga. Dessutom fanns flera mindre uthus och stall. I trädgården växte löv- och fruktträd. 1817 tillkom ett lusthus i den lummiga trädgården. 
År 1841 köpte slaktaren Gustaf George Törnquist gården av sin chef. Det är efter Törnquist som gården har sitt namn. Han lät bygga till och om den i senempir med bland annat en flygelbyggnad och en praktfull entréportal. Slaktargården fick då sitt nuvarande utseende. Bebyggelsen omfattade även Tjärhovsgatan 16 (nuvarande 34). Huset avbildades av Anders Hjalmar Törnquist 1875 och revs 1882. Gården var i Törnquists släkt fram till 1922 då den köptes av Stockholms stad. Idag ägs gården av Svenska Bostäder.
År 1967 utfördes en varsam renovering. Enligt en byggnadsinventering från 1972 är interiörerna till stor del bevarade med bland annat kakelugnar och snickerier. Lusthuset i innergården är idag ett av de få bevarade lusthusen i Stockholms innerstad. Här skall Oscar Levertin och Lubbe Nordström varit verksamma sommartid.

## Bilder

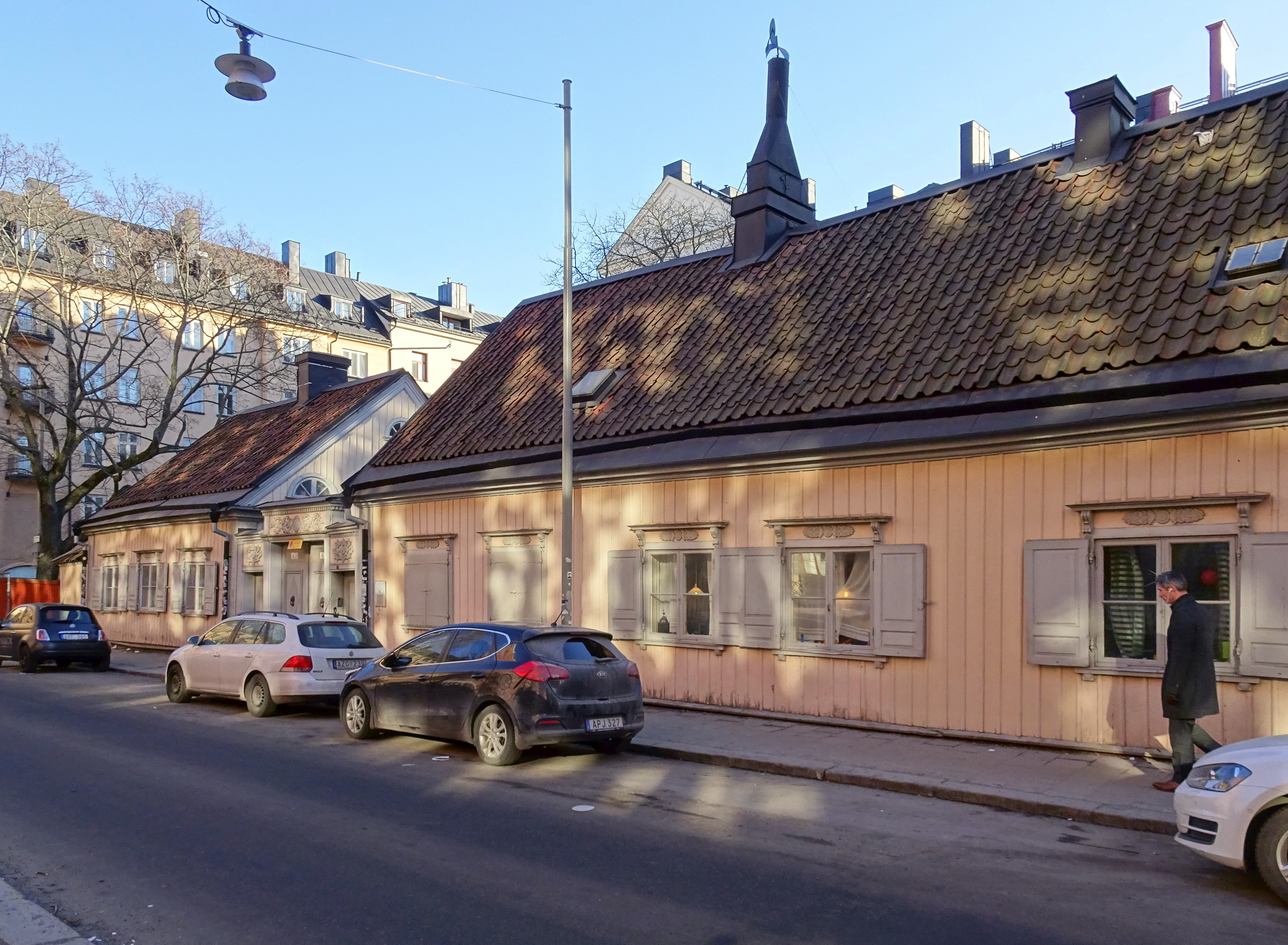
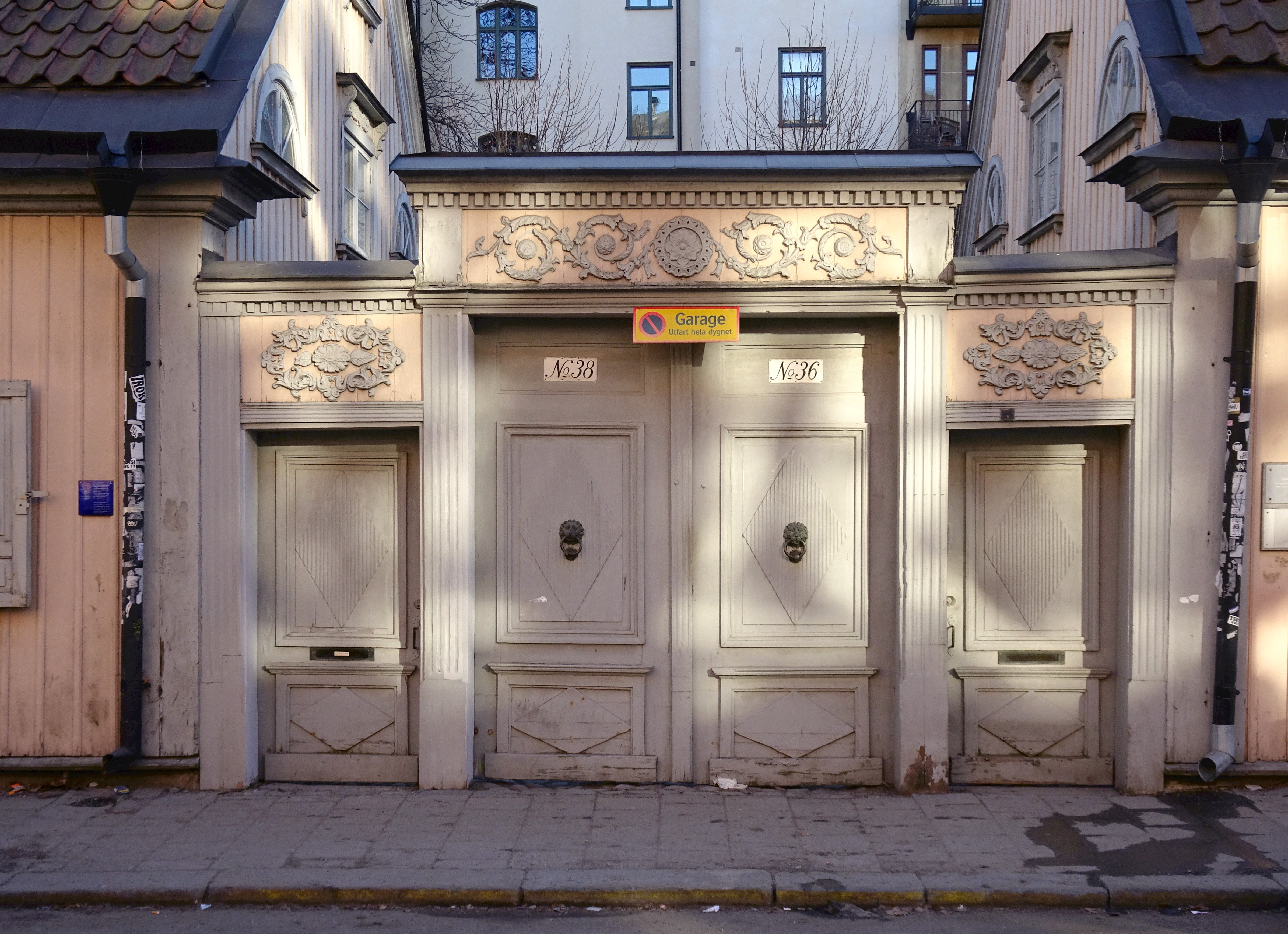
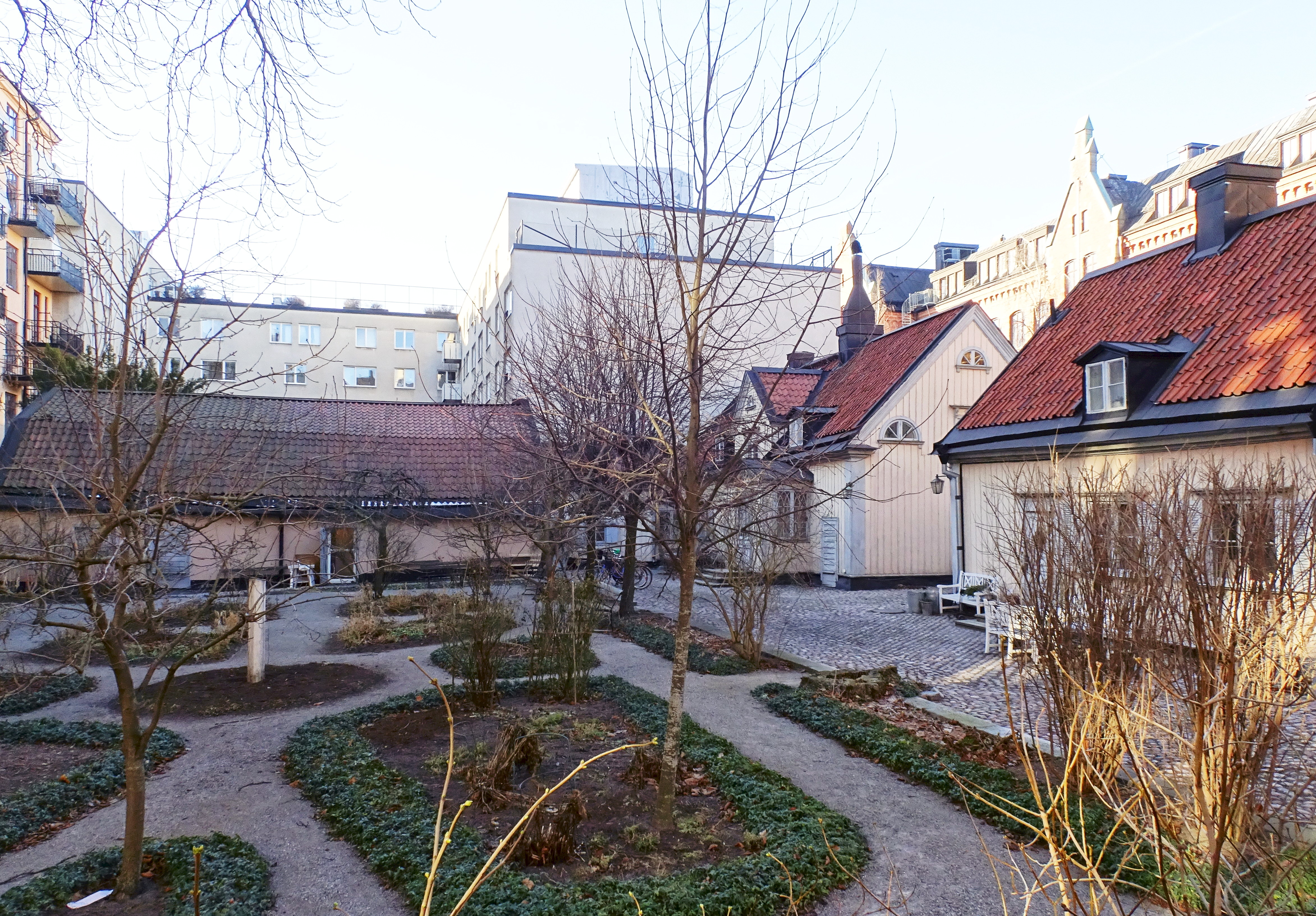
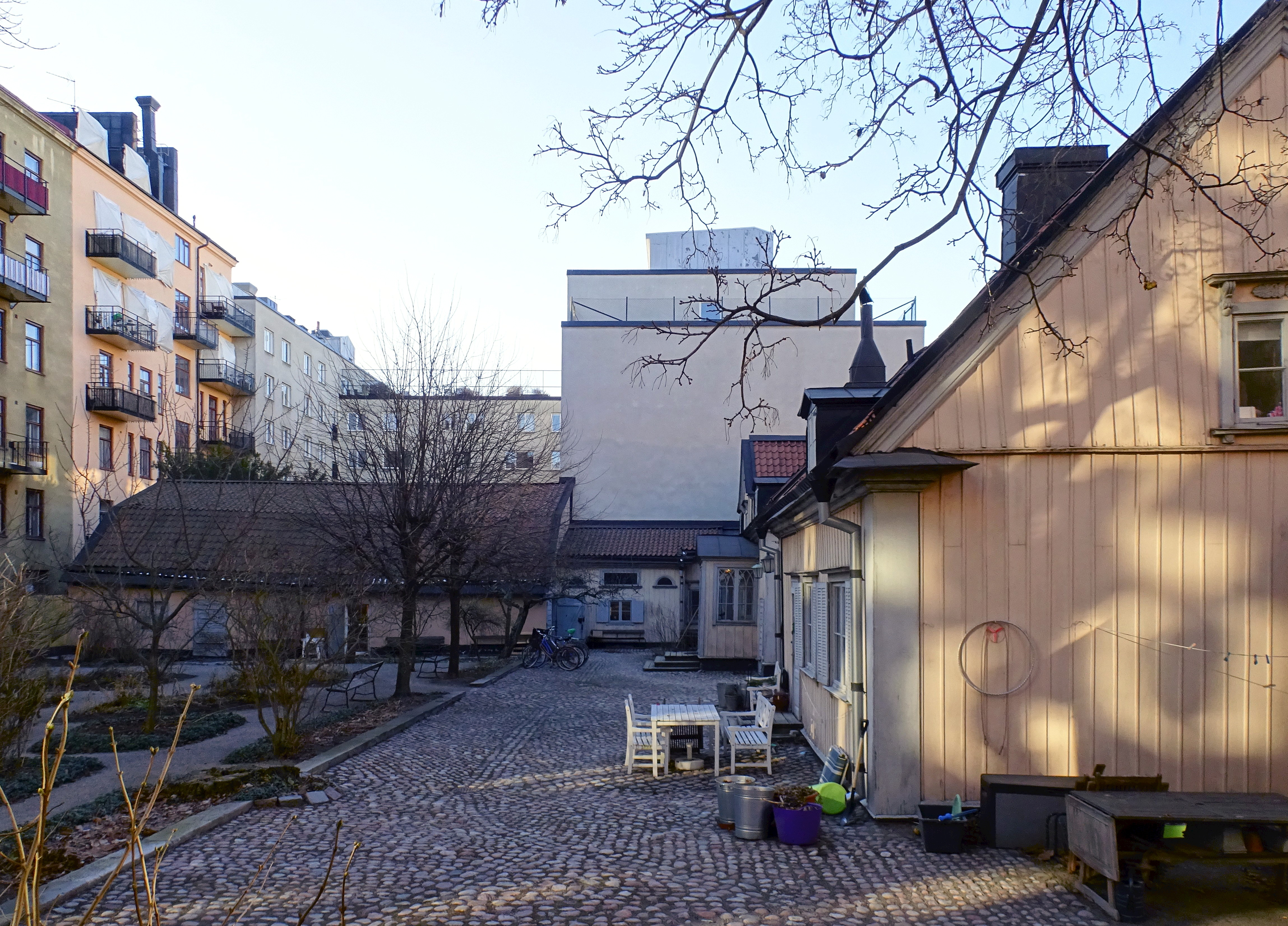